# صندوق دنیا
صندوق دنیا (عربی: صندوق الدنيا، فرانسوی: Coffre de la vie‎) فیلم درام به کارگردانی اسامه محمد محصول مشترک سوریه و فرانسه است که در سال ۲۰۰۲ منتشر شد. این فیلم در بخش نوعی نگاه جشنواره فیلم کن ۲۰۰۲ به نمایش درآمد.